# Dispar compacta
Dispar compacta är en fjärilsart som beskrevs av Butler 1882. Dispar compacta ingår i släktet Dispar och familjen tjockhuvuden. Inga underarter finns listade i Catalogue of Life.

## Bildgalleri

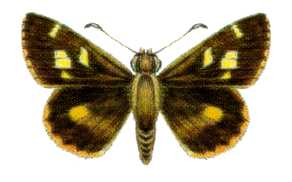